# Dealu Mare (okręg Hunedoara)
Dealu Mare – wieś w Rumunii, w okręgu Hunedoara, w gminie Vălișoara. W 2011 roku liczyła 192 mieszkańców.